# Chronicon terrae Prussiae

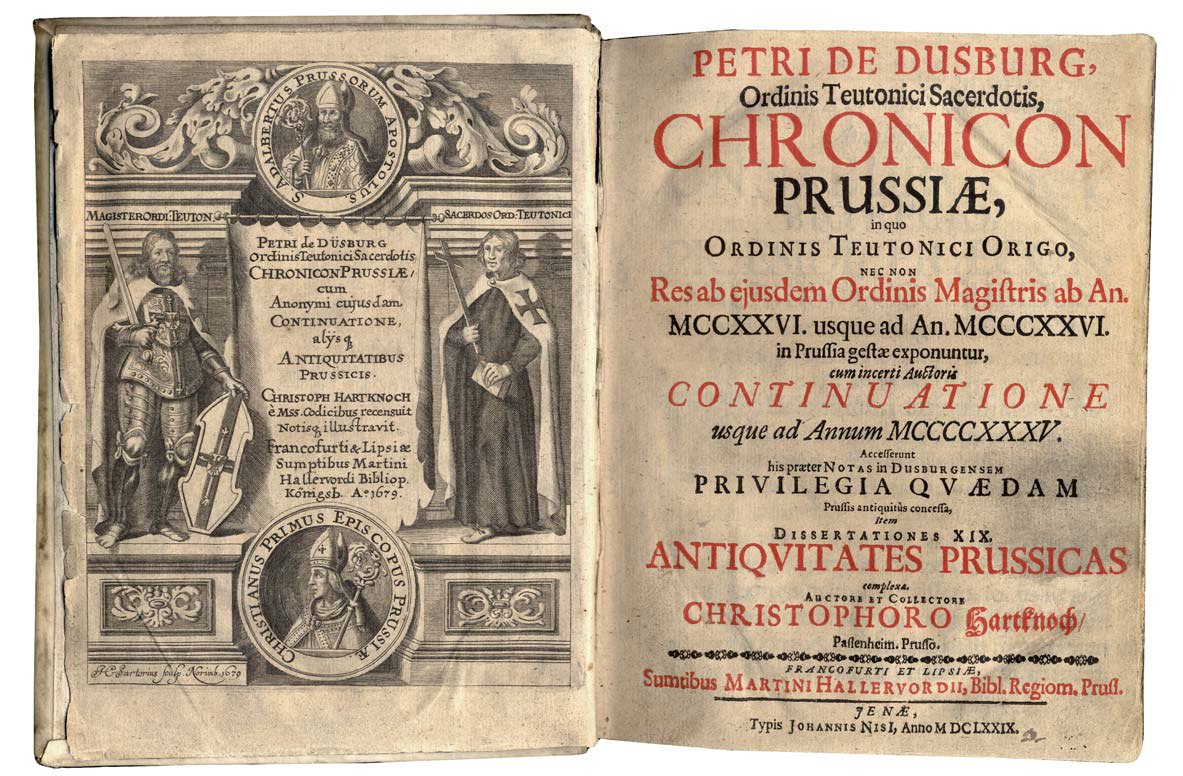
Coberta d'una còpia del Chronicon terrae Prussiae (1679)

Chronicon terrae Prussiae (del Llatí: La crònica de la Terra prussiana) és una crònica dels cavallers teutònics, obra del sacerdot alemany Peter von Dusburg, acabat el 1326. El manuscrit és la millor i més completa crònica sobre l'Estat Monàstic dels Cavallers Teutònics i l'Orde Teutònic a Prússia i al Gran Ducat de Lituània, completada 100 anys després de les croades bàltiques. És també la font d'informació més completa sobre les batalles amb els clans pagans prussians i els lituans a la regió de la mar Bàltica.

## Descripció
La crònica està escrita en llatí i consta de quatre volums. El primer volum ofereix una àmplia informació de l'orde militar teutònica i les seves creuades en ultramar. El segon i tercer volum narra com l'orde va arribar a terres dels prussians i d'altres tribus bàltiques. El quart volum proveeix un context històric d'altres esdeveniments contemporanis en el món. La crònica té un annex d'altres 20 pàgines sobre esdeveniments de 1326-1330, se suposa que també escrits per Peter von Dusburg. La crònica es basa en annals de monestirs, cròniques, informes i narracions que Peter considera «fiables». L'autor tenia accés als arxius del Gran Mestre al Castell de Malbork i va ser testimoni presencial d'alguns fets.
La crònica conté informació etnogràfica sobre els clans prussians, el poble indígena conquerit per l'orde. Hi ha nombrosos capítols sobre visions religioses, miracles, i hagiografia, amb el propòsit de glorificar la missió de l'Orde Teutònic. La guerra contra els pagans era sagrada i els cavallers que morien anaven directes al paradís. Peter von Dusburg no mostra interès en aspectes domèstics de l'orde, ni descriu ciutats, intercanvis o la colonització. La crònica descriu petites incursions i xocs armats amb gran detall. Mentre que la narrativa dels fets i batalles es consideren força fiables, la informació etnogràfica està ideològicament alterada. Com a sacerdot, l'autor pretenia ensenyar el lector. Els pagans prussians i lituans es presenten com un exemple de moral, eren piadosos en el seu camí, i els cristiàs haurien d'avergonyir-se la seva desobediència i camí pecaminós.